# 維利尚斯凱
50°6′49″N 35°54′24″E / 50.11361°N 35.90667°E
維利尚斯凱（烏克蘭語：Вільшанське）是位於烏克蘭東部的村莊，由哈爾科夫州博霍杜希夫區的佐洛奇夫市鎮負責管轄。該村距離切佩利2公里，始建於1920年，面積0.15平方公里，海拔高度130米，2001年人口108。